# Francesco Denza
Francesco Maria Denza (Napoli, 7 giugno 1834 – Roma, 13 dicembre 1894) è stato un religioso, meteorologo e astronomo italiano, appartenente all'ordine dei barnabiti, noto per gli studi nelle scienze naturali e in particolare per il grande ruolo avuto nella nascita della meteorologia in Italia.

## Biografia
Si laureò in fisica e matematica nel 1857 e poco dopo venne ordinato sacerdote.
Nel 1859 fondò la stazione meteorologica di Moncalieri e il Bullettino mensile di Meteorologia assiene alla Società meteorologica italiana. Con il contributo fondamentale della sua influenza, negli anni seguenti furono aperte 200 stazioni meteorologiche. Fu attivo anche negli studi astronomici e del magnetismo terrestre.
Introdusse nella pratica scientifica alcuni strumenti originali; per esempio un particolare anemopluviografo (o anemojetografo) che porta appunto il suo nome.
Negli ultimi anni di vita promosse presso il pontefice Leone XIII la rinascita della Specola Vaticana, divenendone nel 1891 il primo direttore.
Nel 2025 gli è stato dedicato un asteroide, 127664 Denza .